# Суріпиця весняна
Суріпиця весняна, Американський кресс-салат (Barbarea verna) — вид рослин родини капустяні.

## Будова
Дворічна рослина, що виростає до 30 см. Квіти здатні до самозапліднення. Одна рослина суріпиці дає до 10 000 насінин.

## Життєвий цикл
Квітне до пізньої осені. Сходить восени, утворюючи сидячу розетку з яскраво-зелених грубих листків, що зимує під снігом і після розтавання одразу починає буйно рости.

## Поширення та середовище існування
Широковідомий бур'ян, що росте в садах і городах. Здатний швидко заглушити культурні рослини й вкрити жовтим цвітом поле.

## Практичне використання
Молоді розеткові листки збирають пізньої осені та ранньої весни і вживають як кресс-салат. Можна збирати листки й узимку, з-під снігу. Замерзле листя кладуть для відтаювання в холодну воду. З нього можна готувати пюре для гарнірів. З прокип'яченого та розтертого листя роблять пюре для юшок і приправ.
Свіже листя придатне для чистих салатів і як смакова приправа до різних овочевих страв.
У Монголії, Афганістані, Пакистані, Ірані, Західному Китаї суріпицю здавна культивують. Зачасту її висівають у суміші з льоном або гірчицею. Насіння містить 29-34 % жирної олії і має високі смакові якості. Використовують для консервування, випікання хліба, для приготування здобного тіста. Ще в XIX ст. суріпиця як олійна рослина культивувалася і в Україні, але тепер її як і рижій, витіснив високоврожайний соняшник.

## Галерея

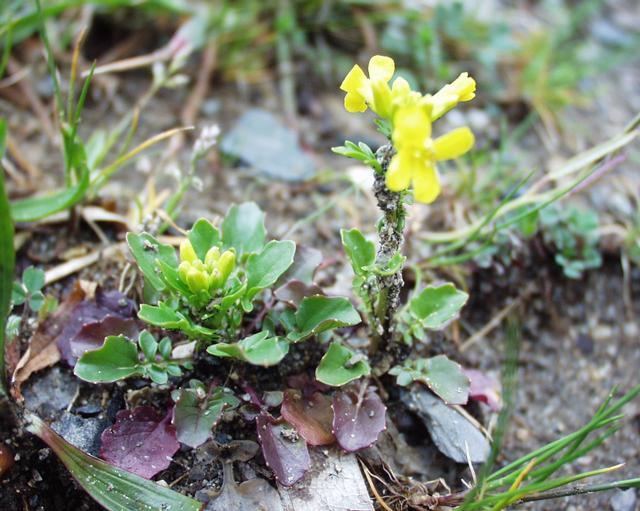
Молода рослина
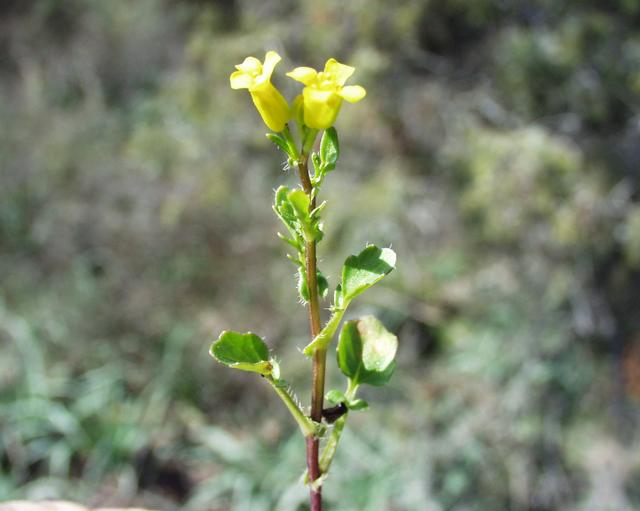
Квіти
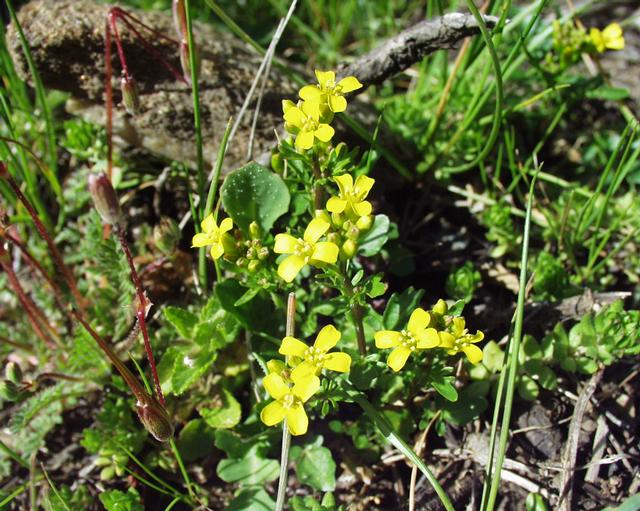